# De Drie Tenoren
De Drie Tenoren was een gelegenheidsformatie bestaande uit de operatenoren Plácido Domingo, José Carreras en Luciano Pavarotti.
De formatie trad voor het eerst op 7 juli 1990 op, op de avond van de finale van het Wereldkampioenschap voetbal in Italië. Dit was bedoeld als eenmalige gebeurtenis om de terugkeer op het podium te vieren van Carreras, die aan leukemie had geleden, en om fondsen in te zamelen voor de behandeling van deze ziekte. Het succes was zo groot, dat ze besloten door te gaan. Ze gaven gedurende de jaren 90 verschillende grote concerten en brachten ook een aantal muziekalbums uit. In 2002 traden ze voor het laatst gezamenlijk op. Pavarotti overleed in 2007.

## Discografie
- 1990 De Drie Tenoren
- 1994 De Drie Tenoren - Concert 1994
- 1998 De Drie Tenoren in Parijs
- 2000 Kerst met De Drie Tenoren
- 2002 Het beste van De Drie Tenoren